# Erioptera laticrista
Erioptera laticrista är en tvåvingeart som beskrevs av Evgenyi Nikolayevich Savchenko 1977. Erioptera laticrista ingår i släktet Erioptera och familjen småharkrankar. Inga underarter finns listade i Catalogue of Life.